# Jamgön Ju Mipham Gyatso
Jamgön Ju Mipham Gyatso, eller Mipham Jamyang Namgyal Gyamtso, även känd som Mipham den store, född 1846, död 1912, var en mycket inflytelserik filosof och ett universalgeni i den tibetanska buddhismens Nyingmatradition. Han författade mer är 32 volymer inom ämnen som måleri, poesi, skulptur, alkemi, medicin, logik, filosofi och tantra. Miphams verk är fortfarande centrala i den skolastiska läroplanen på nutida Nyingmakloster. Mipham anses ha varit en av de ledande gestalterna i den icke-sekteristiska Ri-me-rörelsen i Tibet.

## Namnets ursprung
Miphams släktnamn var "Ju" ("hålla") eftersom hans fars släktled sägs ha haft sitt ursprung från gudomligheter som nedsteg till människovärlden hållandes ett rep. "Jamgön" (Wyl.: 'jam mgon, IAST: Mañjuśrī) indikerar att han ansågs vara en emanation av bodhisattvan Mañjuśrī. Hans morbror, laman och ministern Drupchok Pema Tarjay, döpte honom till Mipham Gyamtso ("Oövervinnerligt hav" eller "Obesegrad ocean"). I tibetansk litteratur är ordet "mi-pham" (Wyl.: mi pham) standardöversättningen av sanskrittermen "ajita", som betyder "obesegrad", vilket är ett vanligt epitet för den himmelska bodhisattvan Maitreya.

## Biografi

### Miphams unga år
Mipham den Store föddes 1846 i en aristokratisk familj i furstendömet Derge i Kham eller östra Tibet. Han betraktades redan från unga år som ett exceptionellt begåvat barn och kunde memorera texter redan vid sex års ålder. Vid tio års ålder hade han redan författat många texter. I tolvårsåldern gick han in i klostret som en vanlig munk i Ogmin Urgyen Mindrolling-traditionen vid ett sidokloster till det stora Nyingmasätet Shechen.
När han var femton eller sexton år gammal, efter att i bara några dagar ha studerat det mycket svåra Mindrolling-systemet för recitation och åkallan av Manjushri, sägs han ha behärskat det fullständigt. På en 18-månaders retreat förverkligade han formen av Manjushri som kallas "Talets lejon" (Wyl.: smra ba'i seng ge), med hjälp av en liturgi komponerad av den femtonde Karmapan, Khakhyab Dorje. Han gjorde många medicinska piller som han välsignade med Manjushris mantra, och det sägs att många mirakulösa tecken visade sig. Det sades att efter detta kunde kunde han utan anstränging fullborda resultatet av vilken sutra eller tantra som helst, och att ingen text var okänd för honom. Han gick till många lamor för att få de nödvändiga muntliga överföringarna (Wyl.: lung), men han behövde inte längre få undervisning eller studera några texter.

### Lärare
Karma Phuntso beskriver Mipham som en förgrundgestalt i 1800-talets Nyingma-renässans och för Rime-rörelsens ekumeniska strömningar, som startade i Kham-regionen i östra Tibet. Som sådan fick han undervisning från mästare av alla traditioner, såväl Nyingma som Sarma. Hans huvudlärare var Dza Patrul Rinpoche, från vilken han fick undervisning om Shantidevas Bodhicharyavatara och Dzogchen, samt den illustre mästaren Jamyang Khyentse Wangpo, från vilken han fick överföring av den muntliga Kama-traditionen och den uppenbarade Terma-traditionen tillsammans med många andra läror. Hans andra lärare inkluderade Jamgon Kongtrul Lodro Thaye; Dzogchen Khenpo Padma Vajra; Lab Kyabgon Wangchen Gyerab Dorje; Jubon Jigme Dorje; Bumsar Geshe Ngawang Jungne och Ngor Ponlop Jamyang Loter Wangpo.

## Filosofi
Ett huvudtema i Miphams filosofiska arbeten är föreningen av till synes disparata idéer som dualitet och icke-dualitet, konceptuell och icke-konceptuell visdom (nirvikalpa), rationell analys och okonstlad meditation, närvaro och frånvaro, immanens och transcendens, tomhet och Buddha-natur. Mipham tog efter Sarma-skolorna och försökte förena synen på tantra, i synnerhet Dzogchen, med den sutriska Madhyamaka. Detta var ett frånsteg från de rådande idéerna inom Nyingma-skolan där man i allmänhet betraktade det tantriska synsättet som överlägset det synsätt som presenteras av Madhyamaka.
För Mipham kom föreningen av de olika filosofiska åskådningar till slut samman i principen 'enhet'. Detta synsätt nådde sin slutpunkt i principen om 'förening' (sanskrit: yuganaddha, Wyl.: zung 'jug), en förening som innebär en frånvaro av dualism mellan den konventionella och den slutgiltiga verkligheten (samsara och nirvana). Pettit menar att till skillnad från Tsongkhapa som ansåg att tomhet var en absolut negation så var fundamentet för Miphams tolkning föreningen av gnosis och tomhet, form och tomhet, etc.
I hans många texter utforskar Mipham spänningen och dialektiken som uppstår mellan det vanliga medvetandets (Wyl.: rnam shes) filosofiska resonemang som representeras av Madhyamaka-filosofin och den icke-konceptuella visdomens (Wyl.: ye shes) lyster, som är i fokus för Dzogchens läror. Han strävade efter en syntes av dessa, för att visa att de inte är oförenliga perspektiv och att Dzogchens lära är förenliga med resonemang och logik.

### Två modeller av de två sanningarna
Mipham utvecklade en tvåfaldig modell av den buddhistiska läran om två sanningar. Den första modellen är det traditionella Madhyamaka-perspektivet som presenterar de två sanningarna om tomhet och företeelse, där tomhet representerar dimensionen av slutgiltig sanning och företeelserna representerar den relativa sanningen. I denna modell är de två sanningarna egentligen samma verklighet och är endast distinkta på en begreppsmässig nivå.
I hans andra modell av de två sanningarna presenterar Mipham autentisk sanning och oäkta sanning. Autentiska upplevelser definieras som varje uppfattning som är i överensstämmelse med verkligheten (Wyl.: gnas snang mthun) och perceptioner som inte sägs vara oäkta. Detta skiljer sig från den första modellen eftersom i den första modellen är det endast tomhet som är slutgiltig, medan i den andra modellen är den ultimata sanningen den meditativa upplevelsen av enhetlig visdom. Istället för att bara vara en negation inkluderar den det subjektiva innehållet i kunskapen om visdom såväl som den objektiva karaktären av verkligheten. I denna modell är den ultimata sanningen också verklighet som upplevs icke-konceptuellt, utan dualitet och tingsliggörande, vilket i Dzogchen benämns som rigpa (Wyl.: rig pa), medan den relativa sanningen är det konceptuella sinnet (Wyl.: sems).

Enligt Mipham är dessa två modeller inte i konflikt. De är bara kontextuellt olika; den första relaterar till analysen av erfarenhet efter meditationen (Wyl.: rjes thob) och den andra motsvarar upplevelsen av enhet i meditativ jämvikt (Wyl.: myam bzhag). Denna Miphams syntes är i slutändan ett sammanförande av två olika perspektiv inom tibetansk filosofi, rangtong och shentong, som Mipham förknippade med den andra gången lärans hjul sattes i rörelse (Prajñāpāramitā-sutrorna) och den tredje gången lärans hjul sattes i rörelse (Yogacara och Buddha natur sūtras), respektive:
Den tomhet som lärs ut i det andra hjulet och de kayaer och visdomar  som förklaras i det sista hjulet bör integreras som föreningen av tomhet och företeelser. Både det som avhandlas i det mellersta och det sista hjulet bör betraktas som den definitiva innebörden utan att man gör någon skillnad mellan dem och utan att någon av dem utesluts, precis som den allvetande Longchen Rabjam skriver.  —Lion's Roar, exposition of Buddha nature.
För Mipham är båda dessa läror definitiva och han menar att det bästa sättet att undvika ytterligheterna av nihilism och essentialism är att hitta en medelväg mellan de två.

### Den fyrfaldiga giltiga kognitionen
Ett annat unikt bidrag från Mipham är hans system med fyrfaldig giltig kognition (pramana) som har två konventionella och två yttersta giltiga kognitioner:
Konventionella giltiga kognitioner
- Begränsad uppfattning, vanlig giltig erfarenhet
- Ren syn, fri från förvrängning

Slutgiltigt giltiga kognitioner
- Det kategoriserad slutgiltiga, tomhet som en negation på det vis det dualistiska sinnet förstår den.
- Det okategoriserad sllutgiltiga, icke-konceptuell visdom.

## Arbete och arv
Akademikern Robert Mayer påpekar att Mipham fullständigt revolutionerade Nyingmapa-skolastiken i slutet av 1800-talet, och att han höjde dess status efter att den i många århundraden varit relativt intellektuellt eftersatt till att bli den mest dynamiska och expansiva filosofiska traditionen i hela den tibetanska buddhismen, med ett inflytande och en påverkan som sträcker sig långt bortom Nyingmas egna led.

### Omfattning
I inledningen till sin studie av de ontologiska debatterna mellan Mipham och hans Gelugpa-motståndare definierar Karma Phuntsho Mipham som ett universalgeni och ger följande bedömning av omfattningen av Miphams arbete:

Mipam är kanske det mest briljanta universalgeni som Tibet någonsin producerat. Hans litterar verk omfattar en bred samling av ämnen och avhandlar nästan alla vetenskaper som var kända i hans tid och livsmiljö. Traditionellt sett var han en Mahāpaṇḍita som bemästrade de tio vetenskaperna: konst och hantverk (bzo), hälsa och helanda (gso ba), språk (sgra), logik och epistemologi (tshad-ma), soteriologi eller religion (nang don), poesi (snyan ngag), lexikology (mngon brjod), komposition och metrik (sdeb sbyor), dramaturgi (zlos gar), och astrologi (dkar rtsis). Det är tack vare breda och omfattande lärdom och hans exceptionella uppfinningsrikedom som Mipam idag räknas bland de ledande religiösa och andliga celebriteterna i Tibet.
Både Miphams verk om de exoteriska eller Sutrayana-lärorna och de esoteriska eller Vajrayāna-lärorna har blivit huvudtexter i Nyingma-traditionen. Dessa verk har nu en central plats i läroplanen för alla Nyingmakloster och den monastiska högre utbildningen—och intar en central plats samt betraktas med liknande aktning som verken av Sakya Pandita och Gorampa i Sakya-traditionen; de av Tsongkhapa i Gelug-traditionen och av Kunkhyen Padma Karpo i Drukpa Kagyu-traditionen. Tillsammans med Rongzompa och Longchenpa anses Mipham vara en av de tre "allvetande" författarna i Nyingma-traditionen.